# Roman Beck (Wirtschaftsinformatiker)
Roman Beck (* 1975) ist ein deutscher Wirtschaftsinformatiker und Universitätsprofessor an der IT-Universität Kopenhagen. Er forscht insbesondere zu den Bereichen Soziale Medien, Fintech und Blockchain. Außerdem leitet er das European Blockchain Center an der IT-Universität Kopenhagen. Als Blockchainexperte ist er unter anderem in die Arbeitsgruppe des EU Blockchain Observatory der Europäischen Union und zum Obmann einer ISO-Arbeitsgruppe zum Thema Blockchain-Governance berufen worden. Zudem berät er die UNECE zum Thema Blockchain-Interoperabilität.

## Werdegang
Nach dem Abitur am Grimmelshausen-Gymnasium Gelnhausen studierte Beck an der Goethe-Universität Frankfurt. Im Anschluss war er Mitarbeiter am Lehrstuhl von Wolfgang König an der Universität Frankfurt. Dort wurde er 2006 promoviert (Dissertationsthema: The network(ed) economy: the nature, adoption and diffusion of communication standards). Von 2008 bis 2013 war er Juniorprofessor am House of Finance und E-Finance Lab der Universität Frankfurt. Er war als Gastwissenschaftler an der University of California, Irvine, der University of Michigan, der Georgia State University, der New York University und der Australian National University tätig. Seine Forschungsergebnisse sind in renommierten Zeitschriften veröffentlicht worden, etwa in MIS Quarterly, Journal of the Association for Information Systems, Journal of Information Technology, European Journal of Information Systems, IEEE Computer, Communications of the ACM und MIS Quarterly Executive. 2023 erhielt Beck die Ehrendoktorwürde der West-Universität Temeswar.

## Veröffentlichungen (Auswahl)
- mit M. Avital, M. Rossi und J.B. Thatcher: Blockchain technology in business and information systems research. In: Business & Information Systems Engineering. 59(6), 2017, S. 381–384.
- mit I. Pahlke und C. Seebach: Knowledge exchange and symbolic action in social media-enabled electronic networks of practice. In: MIS Quarterly. 38(4), 2014, S. 1245–1270.
- mit R.W. Gregory und M. Keil: Control balancing in information systems development offshoring projects. In: MIS Quarterly. 37(4), 2013, S. 1211–1232.